# BitchX
BitchX est un client IRC populaire disponible sur la plupart des plateformes UNIX ou apparentées. Logiciel libre sous licence BSD, BitchX est une application console. Une interface graphique, développée avec la bibliothèque GTK, est également disponible.
Écrit en C, BitchX était originellement un script développé par Trench et HappyCrappy pour le client IRC IrcII. Converti en un logiciel autonome par panasync, alias Colten Edwards, BitchX 1.1 sortit à Noël 2004.

## Fonctionnalités
- Support des couleurs ANSI ;
- Facilité d'utilisation avec de nombreuses commandes raccourcies (aliases) ;
- Listes de notification, de contact et listes noires ;
- Protection personnelle ;
- Création de robots ;
- Outils facilitant l'administration et les commandes massives ;
- Support accru des commandes DCC et intégré des systèmes d'offre de fichiers CDCC/XDCC ;
- Création de scripts et de nombreux dépôts de scripts disponibles.

## Reprise du projet
Depuis le 12 mai 2012, un repository GitHub a ouvert, et une version 1.2 a été publiée sous forme de fichier Tarball (.tar.gz) ou .zip. Ce sont les sources du projet, et sont compilables aisément sur les systèmes Type-UNIX ou Windows, grâce à Cygwin.
Le logiciel est également maintenu dans les dépôts logiciels de la distribution GNU/Linux Fedora et installable avec la commande 
```
su -c yum install BitchX
```

BitchX est également disponible pour FreeBSD